# ELO 2
ELO 2 – drugi album studyjny grupy Electric Light Orchestra, wydany w roku 1973. W Stanach Zjednoczonych znany jako Electric Light Orchestra II lub ELO II. Początkowo miał zostać zatytułowany The Lost Planet, ale pomysł ten zarzucono. Podczas nagrywania albumu grupę opuścił Roy Wood, by założyć zespół Wizzard. Mimo to, zagrane przez niego partie znalazły się w utworach „In Old England Town” i „From the Sun to the World”.
Oryginalne wydania amerykańskie i brytyjskie różnią się nie tylko tytułem i okładką. Utwór „Roll Over Beethoven” w wydaniu brytyjskim jest krótszy. Zmieniono również tytuł utworu „Momma” na „Mama”.

## Lista utworów
1. „In Old England Town (Boogie No. 2)” – 6:56
2. „Momma” („Mama” w wydaniu USA) – 7:03
3. „Roll Over Beethoven” (Chuck Berry) – 7:03  (8:10 w wydaniu USA)
4. „From the Sun to the World (Boogie No. 1)” – 8:20
5. „Kuiama” – 11:19

Wszystkie utwory, z wyjątkiem trzeciego, napisał Jeff Lynne.

## Twórcy
- Jeff Lynne – śpiew, gitara, syntezator
- Bev Bevan – instrumenty perkusyjne
- Richard Tandy – instrumenty klawiszowe, syntezator
- Mike de Albuquerque – gitara basowa, śpiew
- Wilfred Gibson – skrzypce
- Mike Edwards – Wiolonczela
- Colin Walker – Wiolonczela
- Roy Wood – gitara basowa, wiolonczela w utworach 1 i 4.